# Antrocephalus galleriae
Antrocephalus galleriae är en stekelart som beskrevs av Subba Rao 1955. Antrocephalus galleriae ingår i släktet Antrocephalus och familjen bredlårsteklar. Inga underarter finns listade i Catalogue of Life.